# La Nuit des espions
Pour plus de détails, voir Fiche technique et Distribution.
La Nuit des espions est un film franco-italien réalisé par Robert Hossein et sorti en 1959.

## Synopsis
Durant la Seconde Guerre mondiale, deux espions, Elle et Lui, se retrouvent dans un chalet de montagne. Chacun doute de la véritable identité de l’autre, Lui en tenue de SS, Elle en tenue civile : sont-ils Britanniques, Allemands ? Le couple passe par des sentiments extrêmes, de l’amour à la violence. Leur éprouvant tête-à-tête va s’achever tragiquement... 

## Fiche technique
- Titre : La Nuit des espions
- Titre italien : La Notte delle spie
- Réalisateur : Robert Hossein, assisté de Yves Boisset, Tony Aboyantz
- Scénario : Robert Hossein, Louis Martin et Alain Poiré, d’après le roman La Nuit des espions de Robert Chazal (Fleuve Noir espionnage n° 211 bis - 1959)
- Photographie : Jacques Robin
- Son : Pierre Bertrand
- Décors : Rino Mondellini
- Montage : Gilbert Natot
- Musique : André Hossein
- Photographe de plateau : Raymond Voinquel
- Pays d’origine :  France,  Italie
- Langue : français
- Date de tournage : juin-juillet 1959
- Sociétés de production : Société des Établissements L. Gaumont (France), Zebra films (Italie), Constellazione (Italie)
- Producteur : Alain Poiré
- Directeur de production : Robert Sussfeld
- Format : noir et blanc – son monophonique – 35 mm
- Genre : drame, film d'espionnage
- Durée : 80 minutes
- Date de sortie : France - 9 septembre 1959
- Affiche : Guy-Gérard Noël (France)

## Distribution
- Marina Vlady : Elle, Helen Gordon
- Robert Hossein : Lui, Philip Davis
- Michel Etcheverry : l’officier allemand
- Robert Le Béal : le colonel britannique
- Michèle Dufour : Elga Kiel
- Roger Crouzet : le lieutenant Lindorff
- Clément Harari : Hans
- Georges Vitaly : le radio

## Autour du film
- Marina Vlady[1] : « La Nuit des espions qui, se déroulant dans un décor unique construit dans ce but par Rino Mondellini, doit impérativement être réalisé en juillet 1959. […] Ce suspense que Robert[2] a peaufiné depuis de longs mois doit être tourné à la manière d’une pièce de théâtre (ce qui lui sera reproché). […] L’ingéniosité du dispositif scénique permet de faire un lieu multiple grâce au déplacement des cloisons, au déploiement des tentures noires pour permettre à la caméra de s’éloigner en longs travellings, ou, au contraire, pour s’ouvrir comme une boîte ou un livre, et la refermer ensuite complètement sur les deux acteurs. Nous tournons par plans-séquences. […] À l’époque, tourner un long métrage en cinq semaines constituait un tour de force : mais la Gaumont, qui produisait, n’avait donné son accord qu’à cette condition. Robert et moi étions coproducteurs, c'est-à-dire que, ayant comme d’habitude investi tout notre travail, nous n’en avons jamais vu nous revenir un seul centime. Techniquement, le tournage est acrobatique : beaucoup de texte, des déplacements au millimètre près, une lumière au plus bas qui crée une image intense et belle. […] Notre arrivée[3] en hélicoptère à Venise, sur la place Saint-Marc, pour présenter La Nuit des espions, en août 1959, avait fait grand bruit. »
- Dernier film où Robert Hossein, réalisateur, dirigea son épouse Marina Vlady avant leur divorce[4].